# Суджук
Суджукът е сурово-сушен месен продукт, традиционен за българската национална кухня.
Приготвя се от кълцано месо от едри преживни животни или смес със свинско полутлъсто месо, животинска мазнина, селитра, кимион, захар, сол, черен пипер.
Омесените продукти се пълнят в естествени черва, които се завързват с връв, като двата края са свързани. Традиционно на суджука се придава форма на подкова и се притиска, преди да се окачи за зреене и сушене.
Най-популярни са Разложки, Горнооряховски и Чипровски суджук. В Разлог суджук (шужук) се прави само от свинско месо и с традиционни местни подправки (кимион, сминдух, чубрица).
През декември 2011 г. марката „горнооряховски суджук“ придобива географски патент в рамките на Европейския съюз и от 11 януари 2012 г. продукт с това наименование е разрешено да се произвежда само в Горна Оряховица от фирми в сдружението „Раховец – 2007“, в което първоначално влизат три фирми. Този горнооряховски суджук е без оцветители и изкуствени консерванти и е без свинско месо, а само с прясно говеждо. Около 180 дружества в цялата страна произвеждат продукт с това име под различни рецепти преди ограничението да влезе в сила.